# Peter Kaiser (statista)

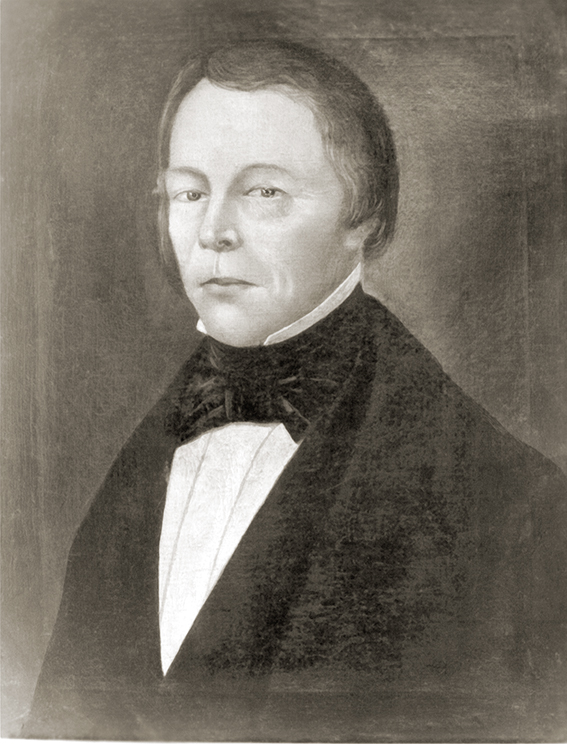
Peter Kaiser in un ritratto opera di autore anonimo.

Peter Kaiser (Mauren, 1º ottobre 1793 – Coira, 23 febbraio 1864) è stato uno storico e politico liechtensteinese.

## Biografia
Sostenitore dei diritti della gente comune nel suo paese d'origine, nel 1846 pubblicò la Storia del Principato del Liechtenstein, inizialmente vietata nel Principato, divieto poi rimosso dal principe Luigi II del Liechtenstein. 
Nel 1848, anno ricco di avvenimenti storici in Europa, i cittadini del Liechtenstein chiesero una liberalizzazione dei loro diritti, comprese le elezioni libere e Kaiser, che era membro del comitato rivoluzionario locale, ricorse direttamente al principe e fu ascoltato, evitando disordini nel paese.
Peter Kaiser è oggi considerata una figura importante del Principato, in quanto ha valorizzato l'identità del Liechtenstein e il suo ricco patrimonio storico e culturale.